# Liste des épisodes d'Une grenade avec ça ?

Cet article présente la liste des épisodes de la série télévisée québécoise Une grenade avec ça ? dans l'ordre de la première diffusion. Tous les épisodes où Jean-François Harrisson apparaît ne seront plus jamais diffusés. C'est l'histoire des employés chez Capitain Creighton, un restaurant à Montréal.

## 1resaison(2002-2003)
Diffusée sur VRAK.TV de 2002 à 2003.
1. Le canard boiteux
2. Pour quelques poignées de burdogs
3. Sonia Rutabaga
4. JRC contre GRC
5. La passion selon Norbert
6. La guerre froide
7. La bouffe extrême
8. Le rêve de marmot
9. Végé-Creighton
10. L'employé du mois
11. La cinquième substance
12. Le piqûre de vélo
13. Le gala de la restauration
14. Pour une chanson
15. Zizanies
16. Feu Jean-Régis
17. Le mauvais rave
18. Mon père ce sans-abris
19. La première semaine de la deuxième chance
20. La poupée infernale
21. Ma meilleure ennemie
22. Trop vieille pour toi
23. La malédiction des Pître
24. La guerre des restos

## 2esaison(2003-2004)
Diffusée sur VRAK.TV de 2003 à 2004.
1. Sauver le soldat Boutin (Titre parodié du film américain Il faut sauver le soldat Ryan)
2. Une affaire de famille
3. Le vol à la main presque armée
4. Pepito-Pierre mi Corazon
5. La convention Plutoniax
6. Le resto hanté
7. La descente aux enfers de Jean-Régis
8. Alerte au SREF
9. La méthode Saskatchewan
10. Mémoires d'un amnésique
11. Sonia, princesse des chœurs
12. Hubert, un ami qui vous veut du bien (Titre parodié du film français Harry, un ami qui vous veut du bien)
13. Vérité ou conséquence
14. La caissière de l'année
15. Le motivateur démotivé
16. L'héritage
17. La Keninmania
18. Anaïs au Creighton News
19. Rafinelli le Magnifique
20. Les Hamburguriades
21. Les noces de steak-haché
22. Un Pître à la Mairie
23. Bons baisers de Caroline (Titre parodié de l'émission québécoise Bons baisers de France)
24. Le grand départ

## 3esaison(2004-2005)
Diffusée sur VRAK.TV de 2004 à 2005.
1. Histoires de couples (Titre parodié de la comédie de situation québécoise Histoires de filles)
2. Les bonnes œuvres de Pat
3. Party, party pas
4. Jean-Régis Picasso
5. Fabrication syndicale
6. La peine d'amour
7. La rupture
8. Jeune femme cherche appartement
9. Made in Los Ponchos
10. C'est pas moi, c'est ma sœur
11. Passion impossible (Titre parodié du film américain Mission impossible)
12. Ça me dérange pas
13. Anaïsques jalousies
14. Missy Sonie
15. Second début
16. Le couple en question
17. L'imposteur
18. La recrue
19. Nuit blanche à la sauce rouge (Arrivé de l'acteur Eric Paulhus)
20. Fabuleux destin d'Anaïs Boutin (Titre parodié du film français Le Fabuleux Destin d'Amélie Poulain)
21. Ève contre l'ADBDPB
22. Erreur sur le gérant
23. Goodbye Creighton
24. Les cours d'ambulance de Tché

## 4esaison(2005-2006)
Diffusée sur VRAK.TV de 2005 à 2006.
1. Retour au bercail
2. Le bunker
3. Tché qui?
4. Pat et le loup
5. Les seins du paradis
6. Poulet en fuite
7. Coach Anaïs
8. Coop comme dans coopérative
9. Le million (Arrivé de Darius Léveillé)
10. Le scandale des patates frites
11. La vie de célibataire
12. Kaputchinsky Kapout
13. L'offre et la demande
14. La visite de Lothar
15. La chiâleuse professionnelle
16. La recette du succès
17. Clepto-man
18. Deux gars, deux filles (Titre parodiée de la comédie de situation québécoise Un gars, une fille)
19. Faut pas craquer!
20. Danny le chimique
21. Le centième Koala
22. Légendes urbaines
23. La groupie
24. Pître et fils
25. La bourse Guggenrhodes
26. La fée Sonia

## 5esaison(2006-2007)
Diffusée sur VRAK.TV de 2006 à 2007.
1. Déjà vu, déjà vécu
2. Lothar est mort, vive Lothar
3. Amnésie internationale
4. La french connection
5. 24 heures (Titre parodiée de la série américaine 24 heures chrono)
6. Fidji Compagna-Pître
7. Salut Bonhomme
8. Le retour de JiCi
9. Danny le déchiqueteur
10. Le faux mensonge
11. Déroule ta boulette
12. L'ouragan Patsy
13. Deux lièvres et quatre écureuils
14. Qui aime bien, châtie bien
15. Trop inspirée
16. Fatale attraction
17. Beau papa Pître
18. Le doigt sur le bobo
19. Opération jeanots
20. Le monde est gros
21. Gang des fast-foods
22. Pattes de grenouilles
23. Métro, boulot, chaos
24. La faillite
25. Vampires
26. Vente de fermeture

## 6esaison(2007-2008)
Diffusée sur VRAK.TV de 2007 à 2008.
1. Nouvelle administration
2. Bien-cuit saignant
3. La récréation est finie
4. La guerre des verts
5. Je te quitte, moi non plus
6. Guerre d'usure
7. Le rançon de la gloire
8. Le gérant de l'année
9. La caissière au javelot
10. La remplaçante
11. Dragueurs anonymes
12. La maison hantée
13. La bactérie C-Pafacil
14. Sortie de secours
15. Trois petits singes (Titre parodié de l'animation Les trois petits cochons)
16. Les nouveaux amis
17. Une journée en prison
18. À un cheveu de la mort
19. Tché contre le Jarret Masqué
20. Climat châtiments
21. Ève a du piquant
22. Miss Creighton
23. Papa partagé
24. Éduc moidon
25. Mannequin d'un jour (Titre parodié de l'émission québécoise Mannequin d'un jour)
26. Une caissière en orbite

## 7esaison(2008-2009)
Diffusée sur VRAK.TV de 2008 à 2009.
1. Darius contre Mme Bruchési
2. Jour d'élection
3. La mort de Jonathan Gouin
4. La robe de chambre
5. La ligne rouge
6. Grand TATA
7. On tue la une
8. Promenade de TATA
9. Anaïs est morte, vive Anaïs (Inspiré du titre de l'épisode de la saison 5 Lothar est mort, vive Lothar)
10. Le mystère Anaïs
11. Daphné la menace
12. Le gourou
13. Spécial deux pour un
14. L'amour fait peur
15. Le syndrome de Passitov
16. La boss des noces (le titre fait référence à une émission éponyme de Canal Vie)
17. La halte-garderie
18. Une bombe avec ça ? (Le titre fait référence au titre de l'émission lui-même)
19. Enfin championne
20. Bahia Padeproblema
21. Biscuits, amour et burdogs
22. Flippe et compte! (Le titre fait référence à la série québécoise Lance et compte)
23. Un lavage peu glorieux
24. Le critique assassin
25. Complètement marteau!
26. Les grands départs
27. Révélations (toujours inédit, il ne sera pas diffusé)

## 8esaison(2009-2010)
Diffusée sur VRAK.TV de 2009 à 2010. C'est la première saison à doubler le nombre d'épisodes pour atteindre 44 épisodes originaux.
| №  | Titre de l’épisode              | Première diffusion |
| -- | ------------------------------- | ------------------ |
| 1  | Les complices du capitaine      | 25 août 2009       |
| 2  | Caissière mentale               | 1er septembre 2009 |
| 3  | Après vous                      | 8 septembre 2009   |
| 4  | Tout beigne dans la sauce       | 15 septembre 2009  |
| 5  | Né pour un gros pain            | 22 septembre 2009  |
| 6  | T-shirt et camisole             | 29 septembre 2009  |
| 7  | Héros recherchés                | 6 octobre 2009     |
| 8  | La loi de la jungle             | 13 octobre 2009    |
| 9  | L'union fait la guerre          | 20 octobre 2009    |
| 10 | Le Salon du fast-food           | 27 octobre 2009    |
| 11 | Bouton de panique               | 3 novembre 2009    |
| 12 | La subvention                   | 10 novembre 2009   |
| 13 | Le syndrome de Stockholm        | 17 novembre 2009   |
| 14 | Pas de grenade avec ça!         | 24 novembre 2009   |
| 15 | Le « barilleur » masqué         | 1er décembre 2009  |
| 16 | Mon mon oncle                   | 8 décembre 2009    |
| 17 | Trouble envahissant             | 15 décembre 2009   |
| 18 | T'es mon baby                   | 21 décembre 2009   |
| 19 | Pas encore une chanson triste   | 22 décembre 2009   |
| 20 | Le retour d'entre les morts     | 23 décembre 2009   |
| 21 | Opération "Dannynon"            | 28 décembre 2009   |
| 22 | Entraide dangereuse             | 29 décembre 2009   |
| 23 | La reine                        | 30 décembre 2009   |
| 24 | Bad Pub!                        | 16 février 2010    |
| 25 | Marine contre la reine du potin | 23 février 2010    |
| 26 | Le coup de foudre               | 2 mars 2010        |
| 27 | Les intervenants                | 9 mars 2010        |
| 28 | Tchassie                        | 16 mars 2010       |
| 29 | La poupoune en moi              | 23 mars 2010       |
| 30 | L'attaque du T-Rex burdog       | 30 mars 2010       |
| 31 | Amore! Amore!                   | 6 avril 2010       |
| 32 | Bobby le clown                  | 13 avril 2010      |
| 33 | La guerre, yes sir              | 20 avril 2010      |
| 34 | Cyrano                          | 27 avril 2010      |
| 35 | 35 fans et brebis               | 4 mai 2010         |
| 36 | Le philanthrope fou             | 11 mai 2010        |
| 37 | Hacker de mon cœur              | 18 mai 2010        |
| 38 | Equi-ego                        | 25 mai 2010        |
| 39 | Le ballet                       | 1er juin 2010      |
| 40 | Le subconscient contre-attaque  | 23 août 2010       |
| 41 | Le règne animal                 | 31 août 2010       |
| 42 | Déjà vu                         | 7 septembre 2010   |
| 43 | La quête de la Sainte-Napkin    | 14 septembre 2010  |
| 44 | Qui gagne perd?                 | 21 septembre 2010  |

## 9esaison(2010-2011)
La saison 9 fut présenté dès l'automne automne 2010 entre le 28 septembre 2010 et le 5 avril 2011
| №  | Titre de l’épisode                | Première diffusion |
| -- | --------------------------------- | ------------------ |
| 1  | Un bal dans la tête               | 28 septembre 2010  |
| 2  | Le vol de ferraillerie            | 5 octobre 2010     |
| 3  | À chaque solution son problème    | 12 octobre 2010    |
| 4  | La note de passage                | 19 octobre 2010    |
| 5  | On se connaît?                    | 26 octobre 2010    |
| 6  | Une petite signature juste ici... | 2 novembre 2010    |
| 7  | Mon nom est personne              | 9 novembre 2010    |
| 8  | La belette batifolante            | 16 novembre 2010   |
| 9  | La main à la pâte                 | 23 novembre 2010   |
| 10 | Essais et erreur                  | 30 novembre 2010   |
| 11 | On est propre, propre, propre     | 7 décembre 2010    |
| 12 | Rechutes et chutes                | 14 décembre 2010   |
| 13 | L'amour des mères                 | 4 janvier 2011     |
| 14 | Vive Sonia libre                  | 11 janvier 2011    |
| 15 | La vérité toute crue              | 18 janvier 2011    |
| 16 | 100 % bio ?                       | 25 janvier 2011    |
| 17 | Marée brune                       | 1er février 2011   |
| 18 | En avant la musique!              | 8 février 2011     |
| 19 | Ma meilleure ennemie              | 15 février 2011    |
| 20 | Une bombe avec ça ?               | 22 février 2011    |
| 21 | Initiation à la fuite             | 1er mars 2011      |
| 22 | Le grizzly de Maniwaki            | 8 mars 2011        |
| 23 | Tes cheveux sur l'oreiller        | 15 mars 2011       |
| 24 | Méchant objectif                  | 22 mars 2011       |
| 25 | Le mur des célébrités             | 29 mars 2011       |
| 26 | Bébé Ja joue la toune             | 5 avril 2011       |

## 10esaison(2011)
- Ce fut la dernière saison de la série
- La saison 10 a été présenté à l'automne 2011 entre le 30 août 2011 et le 20 décembre 2011.
- Le dernier épisode a été diffusé la même journée que l'épisode 17, soit le 20 décembre 2011.
- Un épisode spécial a été diffusé le 10 janvier 2012 pour dire adieux aux fans de la série. Durant cet épisode, des scènes inédites, les coulisses de la série et des "bloopers" ont été présentés

| №               | Titre de l’épisode                             | Première diffusion |
| --------------- | ---------------------------------------------- | ------------------ |
| 1               | Séquelles                                      | 30 août 2011       |
| 2               | Un parfum de scandale                          | 6 septembre 2011   |
| 3               | Yoohoo? Y a quelqu'un?                         | 13 septembre 2011  |
| 4               | La boîte noire                                 | 20 septembre 2011  |
| 5               | Retrouvailles                                  | 27 septembre 2011  |
| 6               | L'envahisseuse                                 | 4 octobre 2011     |
| 7               | Le temps d'une chanson                         | 11 octobre 2011    |
| 8               | Sur la bonne voix                              | 18 octobre 2011    |
| 9               | La thérapie de choc                            | 25 octobre 2011    |
| 10              | Tout chaud de l'abattoir                       | 1er novembre 2011  |
| 11              | Les post-it                                    | 8 novembre 2011    |
| 12              | Les Piranhas                                   | 15 novembre 2011   |
| 13              | Mensonge biologique et compassion transgénique | 22 novembre 2011   |
| 14              | Les attrapeurs de voix                         | 29 novembre 2011   |
| 15              | Un petit bec avec ça ?                         | 6 décembre 2011    |
| 16              | Partir, revenir                                | 13 décembre 2011   |
| 17              | Les temps changent                             | 20 décembre 2011   |
| 18              | Fermeture éclair !                             | 20 décembre 2011   |
| Épisode spécial | Les adieux de l'équipe de Grenade              | 10 janvier 2012    |